# Camilla Fabricius
Camilla Fabricius, née le 20 octobre 1971 à Aarhus (Danemark), est une femme politique danoise, membre de la Social-démocratie. Elle est membre du Folketing depuis 2019.

## Biographie
Camilla Fabricius suit jusqu'en 1999 des études pour devenir professeure. Pendant ses études, elle travaille comme aide pour une famille avec des enfants atteints de TDAH et d'autisme. Après ses études, elle devient à la Langagerskolen, une école d'Aarhus spécialisée pour l'accueil d'élèves atteints d'autisme. Elle devient chef de département dans l'établissement en 2005. Elle quitte l'établissement en 2014 pour devenir consultante indépendante en matière de troubles de l'attention et d'autisme.
Engagée au sein de la Social-démocratie, elle est conseillère municipale d'Aarhus de 2008 à 2019. Elle y occupe successivement plusieurs rôles, comme présidente du groupe social-démocrate ou première maire adjointe à partir de 2018.
En février 2018, elle est investie candidate aux élections législatives pour les sociaux-démocrates. Elle remporte un siège au Folketing lors du scrutin du 5 juin 2019. En février 2022, elle prend la présidence de la commission parlementaire sur l'immigration et l'intégration.
Elle remporte un second mandat lors des élections législatives anticipées de novembre 2022. Après le scrutin, elle devient la porte-parole sociale-démocrate sur les questions sociales.